# Kreisgericht Demmin (Preußen)
Das Kreisgericht Demmin war ein preußisches Kreisgericht in der damaligen preußischen Provinz Pommern mit Sitz in Demmin.

## Geschichte
1849 wurden in Preußen einheitlich Kreisgerichte geschaffen. Hierbei wurde die Patrimonialgerichtsbarkeit abgeschafft und die Patrimonialgerichte aufgehoben. Es entstand das Königliche Kreisgericht Demmin. Es umfasste den Kreis Demmin. Zuständiges Appellationsgericht war das Appellationsgericht Stettin.
Gerichtskommissionen, also Zweigstellen des Gerichtes mit weniger als drei Richtern, wurden in Jarmen und Treptow an der Tollense eingerichtet. 
Am Gericht waren 1870 ein Direktor und sieben Kreisrichter eingesetzt. Die Zahl der Gerichtseingesessenen betrug 48.285. Gerichtstage wurden in Neu-Wolkwitz abgehalten. Das zuständige Schwurgericht war das Kreisgericht Anclam.
Im Rahmen der Reichsjustizgesetze wurde das Gerichtswesen in Deutschland 1879 vereinheitlicht. Damit wurde das Kreisgericht Demmin aufgehoben und das königlich preußische Amtsgericht Demmin mit Wirkung zum 1. Oktober 1879 als eines von 14 Amtsgerichten im Bezirk des Landgerichtes Greifswald als Nachfolger gebildet. Auch die Gerichtskommission wurden 1879 Treptow an der Tollense wurde in das Amtsgericht Altentreptow umgewandelt.